# Medeola
Genre
Medeola est un genre de plantes herbacées de la famille des liliacées.

## Liste d'espèces
Selon ITIS :
- Medeola virginiana L.